# Anna Skagersten
Anna Skagersten, född 14 maj 1956, är en svensk musiker och högskoleadjunkt i praktisk teologi vid Teologiska högskolan.
Skagersten är också verksam som körledare. Hon är ordförande för Svenska Missionskyrkans Sångarförbund och har varit ordförande i Körsam och ledamot av styrelsen för EIC, Eric Ericson International Choral Centre. Hon undervisar också vid Union Theological Seminary i Filippinerna.